# Kobály József
Kobály József (Ungvár, 1960. március 1. –) régész, történész szakíró, főiskolai tanár.

## Élete
Az ungvári Kárpátaljai Honismereti Múzeum régészeti osztályának vezetője.

## Elismerései
- 1989 Váradi Sternberg János-díj

## Művei
- 1992: Kárpátaljai rutének. Mítosz és valóság. Dunatáji figyelő 1992/2, 38-40. o.
- 1993: A mai Kárpátalja területének népei a középkorban. Pánsíp 1993/ 5, 21–24. o.
- 1993–94: Kárpátalja népei a történelem keresztútján. Kárpátaljai Szemle
- 1993: Kárpátaljai rutének. Mítosz és valóság. Kárpátaljai Szemle
- 1995: Mészáros Károly kéziratai a Kárpátaljai Honismereti Múzeumban. Kárpátaljai Szemle III/5.
- 1996: A mai Kárpátalja területének népei a középkorban. A kárpátukránok (ruszinok) őslakosságának kérdéséhez.   In: „Szem látta, szív bánta...” Kárpátaljai honismereti tanulmányok. Budapest-Beregszász, 45‒58.
- 1996: Preliminary report on the results of archaeological research on the multi-level fortified settlement of "Chitattia" /near Solotvino/Aknaszlatina, Transcarpathian region, Ukraine/ by the expedition of the Transcarpathian Museum of Local History. A nyíregyházi Jósa András Múzeum évkönyve 37-38, 115-151. o.
- 1997: A Kárpátaljai ruszinok. Kárpátaljai Szemle 1997/ 3, 20–21.
- Honfoglalás és Árpád-kor. A "Verecke híres útján" tudományos konferencia anyagai; Makkay János, Kobály József; Kárpátaljai Magyar Kulturális Szövetség, Ungvár, 1997 (Clio)
- Sine ira et studio; Kárpátaljai Magyar Kulturális Szövetség, Ungvár, 1998 (Clio)
  - Der Depotfund von Chudl´ovo /Kr. Uschgorod, Transkarpaten, Ukraine/. A nyíregyházi Jósa András Múzeum évkönyve 39-40, 33-53. o.
  - A Przeworsk-kultúrához tartozó harcossírok és fegyverleletek a Kárpátalján. A nyíregyházi Jósa András Múzeum évkönyve 39-40, 113-134. o.
- 1999: Magyarországról elszármazott réz- és bronzkori fémtárgyak a Kárpátaljai Honismereti Múzeum gyűjteményében. A nyíregyházi Jósa András Múzeum évkönyve 41, 37-58. o.
  - Vaszilij Ivanovics Bidzilja. A nyíregyházi Jósa András Múzeum évkönyve 41, 7-8. o.
- 2000: A magyar tudományosság helyzete Kárpátalján. Info-társadalomtudomány 51, 17-29. o.
  - A magyarság és Magyarország az ukrán történetírás tükrében (1989-1999). Regio 11/2, 109-127. o.
- 2001: Néhány adat Kárpátalja honfoglalás és Árpád-kori leleteiről. A nyíregyházi Jósa András Múzeum évkönyve 43, 197-224. o.
- Magyarország és a Kijevi Ruszj. "Magyarország és a Kijevi Ruszj: történelem, politika, kultúra" című magyar-ukrán tudományos konferencia anyagai (Ungvár, 2000. november 27.); szerk. Kobály József; Kárpátalji Magyar Kulturális Szövetség, Ungvár, 2001 (magyar-ukrán nyelven)
- Uzsgorod vidomij ta nevidomij; Svit, Lvìv, 2003
- Magyarországi régészeti emlékek ukrajnai közgyűjteményekben; Kárpátaljai Magyar Kulturális Szövetség, Ungvár, 2004 (Clio)
- 2004: A máramarosi sóbányászat történetéből
- 2005: Magyarországi régészeti emlékek ukrajnai közgyűjteményekben